# Großsteingrab Zinnowitz
Das Großsteingrab Zinnowitz war eine megalithische Grabanlage der jungsteinzeitlichen Trichterbecherkultur bei Zinnowitz auf der Insel Usedom im Landkreis Vorpommern-Greifswald (Mecklenburg-Vorpommern). Es wurde um 1840 untersucht und vermutlich kurz darauf zerstört. Seine genaue Lage ist unbekannt.

## Forschungsgeschichte
Um 1840 wurde die Anlage von dem Gastwirt Wienholz beim Steinebrechen entdeckt und von ihm selbst untersucht und dokumentiert. Hierbei traten menschliche Skelettreste und Grabbeigaben zutage, deren Verbleib unbekannt ist.

## Beschreibung
Zum Zeitpunkt der Freilegung besaß das Grab noch sieben Wandsteine, die Decksteine waren bereits vollständig entfernt worden. Die Zwischenräume zwischen den Steinen wiesen noch eine Verfüllung aus kleinen Steinplatten und Erde auf. Auch der Boden der Grabkammer war mit Steinplatten gepflastert. Eine Bestimmung des Grabtyps ist aufgrund dieser Angaben nicht möglich. Auch Maße und Orientierung der Kammer wurden nicht bestimmt.
Auf halber Höhe wurden menschliche Skelettreste entdeckt, darunter ein Schienbein und ein fast vollständig erhaltener Schädel. Unter dem Skelett fanden sich mehrere Grabbeigaben. Hierzu gehörten mehrere nicht näher beschriebene Keramikgefäße, von denen nur eines vollständig geborgen wurde, sieben Klingen oder Abschläge aus Feuerstein, ein Streithammer (evtl. eine Doppelaxt?) aus Granit, eine Steinkugel und mehrere (fünf?) Feuersteinbeile. Zwei weitere Beile wurden in der Umgebung des Grabes entdeckt.